# Shimpei Fukuoka
Shimpei Fukuoka (福岡 慎平 Fukuoka Shimpei?, Nara, 27 de junio de 2000) es un futbolista japonés que juega como centrocampista en el Kyoto Sanga F. C.

## Trayectoria

### Clubes
| Club              | País  | Año   |
| ----------------- | ----- | ----- |
| Kyoto Sanga F. C. | Japón | 2018- |